# Zomby
Zomby er en britisk dupstep-producer fra London. Debutalbummet Where Were U in '92? udkom i 2008.